# Bruno von Köln

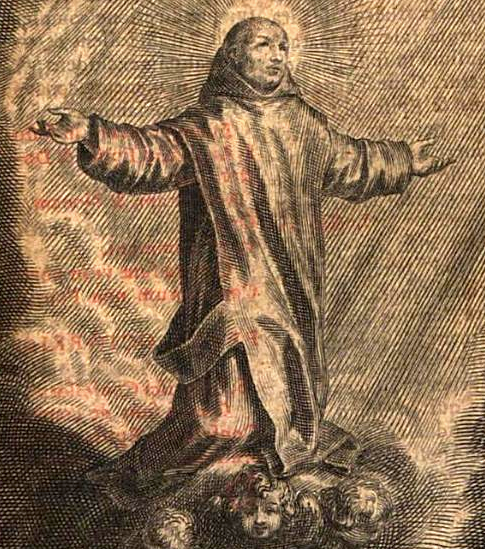
Bruno im Habit der Kartäuser, Darstellung aus dem Breviarium Cartusiani ordinis (1642)

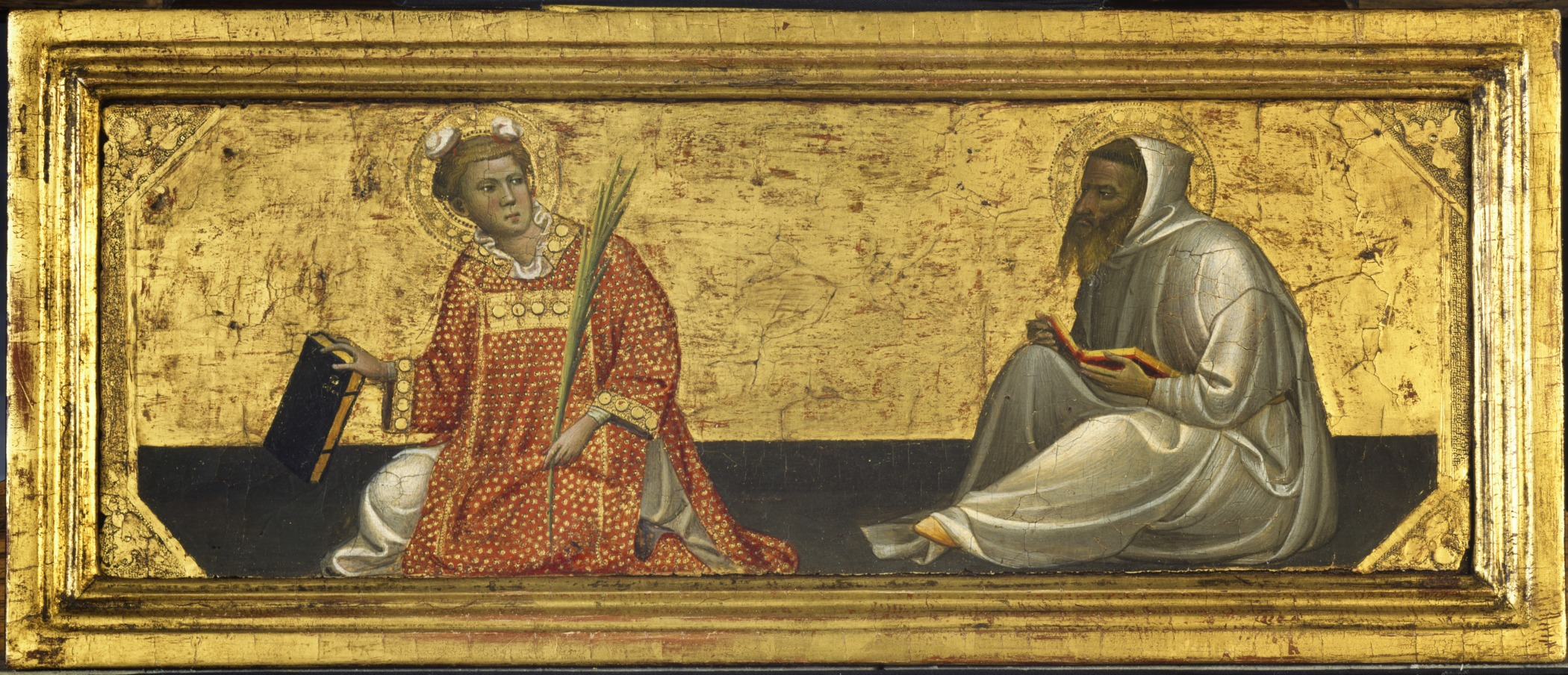
Gherardo Starnina – hll. Stephanus und Bruno (um 1400)

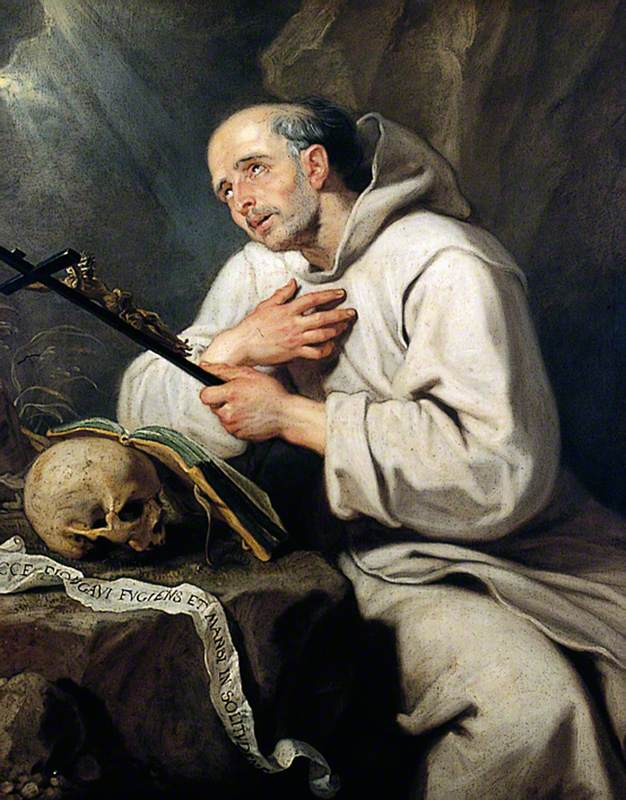
Gaspar de Crayer – Bruno als Einsiedler (um 1655)

Bruno von Köln (* zwischen 1027 und 1030 (1035?) in Köln; † 6. Oktober 1101 in der Kartause Santa Maria della Torre in Kalabrien) war der Begründer des Kartäuserordens und wird in der römisch-katholischen Kirche als Heiliger verehrt. Ähnlich wie der hl. Romuald von Camaldoli, der Begründer des Kamaldulenserordens, festigte Bruno von Köln zu Beginn des 2. Jahrtausends die völlige Hingabe an Gott und Entsagung der Welt im eremitischen Leben. Sein Gedenktag in der Liturgie der katholischen Kirche ist der 6. Oktober.

## Biographie
Bruno soll nach kirchlicher Tradition aus einer alten Kölner Patrizierfamilie stammen, wahrscheinlich aus der der Hardevust (daher auch sein bisweilen überlieferter Name: Bruno Hartenfaust). Nachkommen dieser Familie hatten später oft besondere Beziehungen zum Orden, und der Name Bruno war in der Familie gebräuchlich.
Bruno studierte an den Domschulen in Köln und Reims Philosophie und Theologie. Im Jahr 1056 wurde er zum Magister ernannt und wurde Leiter der Domschule von Reims. Hier macht er als Mitglied der Regularkanoniker, dem damals klösterlich lebenden Domkapitel, erste Erfahrungen von gemeinsamen Studium und spirituellem Leben.
Im Investiturstreit zwischen der Kirche und den weltlichen Machthabern verteidigte er die Position der Kirche. Als der weltlich gesinnte Manasses I. de Gourney 1069 Erzbischof von Reims wurde, musste Bruno vor ihm fliehen und Reims verlassen. Nach dessen Absetzung im Jahr 1080 kehrte Bruno nicht nach Reims zurück, sondern trat als Benediktiner in die Abtei Molesme ein.
Im Jahr 1084 erlaubte ihm sein Abt, in der nahe gelegenen Einöde von Sèche-Fontaine eine Einsiedelei zu errichten. Bald schlossen sich Bruno weitere Einsiedler an, und das Gelände in Sêche-Fontaine wurde zu klein. So stellte Bischof Hugo von Grenoble Bruno ein Gelände im Chartreuse-Gebirge in den französischen Alpen zur Verfügung, wo Bruno mit sechs Gefährten eine größere Einsiedelei, La Grande Chartreuse, aufbaute.
Im Jahr 1090 wurde Bruno von einem seiner ehemaligen Schüler, dem neu gewählten Papst Urban II., als dessen Berater nach Rom berufen. Auf das ihm angebotene Bistum Reggio verzichtete Bruno. Schon im Jahr 1091 gründete Bruno eine weitere Kartause in La Torre in Kalabrien, das heutige Kloster Santo Stefano del Bosco in Serra San Bruno, wo er bis zu seinem Tod blieb. Bruno starb am 6. Oktober 1101. Zu seinem Nachfolger wurde sein Schüler und Gefährte Lanuinus gewählt.
Papst Leo X. sprach Bruno im Jahr 1514 heilig.

## Verehrung
Dem hl. Bruno sind nur wenige Kirchen geweiht. Er wird gegen Besessenheit und die Pest angerufen.

## Darstellung
Hochmittelalterliche Darstellungen des hl. Bruno sind unbekannt. In den zahlreichen neuzeitlichen Bildnissen wird er mit Buch, Totenschädel, Kruzifix, dessen Enden in Blätter ausschlagen, und sieben Sternen gezeigt (diese sind zugleich ein Bezug auf eine Vision des Heiligen wie auch auf die besondere Verbindung der Kartäuser zur Gottesmutter).
Im Rahmen der Neukonzeption des Skulpturenprogramms des Kölner Rathausturms in den 1980er Jahren wurde Bruno von Köln durch eine Figur von Andreas Rosenkranz im vierten Obergeschoss auf der Westseite des Turms geehrt.